# José Leandro Andrade
José Leandro Andrade (Salto, 1 de outubro de 1901 — Montevidéu, 5 de outubro de 1957) foi um futebolista uruguaio que jogava como lateral-direito. É considerado a primeira estrela negra a nível mundial da história do esporte, sendo apelidado em Paris de Le Merveille Noire ("A Maravilha Negra"), fez parte da chamada Celeste Olímpica, conquistando, entre outros títulos, o bicampeonato olímpico em 1924 e 1928, assim como a Copa do Mundo FIFA em 1930. Por conta disso, ele é um dos 11 futebolistas Campeões Olímpicos e também da Copa do Mundo.
Andrade chegou a ganhar de alguns historiadores o apelido de "O Pelé dos anos 20", pelo tamanho da idolatria que despertou, parte dela atribuída à fascinação que a cidade de Paris na década de 1920, onde o jogador brilhou, vinha sentido na época pela cultura africana, mesmo que estereotipada - sendo um negro em campo, algo quase inédito no futebol europeu, Andrade despertava uma atenção especial, em viés considerado como "racismo condescendente" do qual soubera tirar proveito.
Quem pesquisa relatos de época de seu estilo, posicionamento e desempenho também o compara ao francês Zinédine Zidane. Teve, porém, uma trajetória na qual é difícil a separação entre realidade e lendas; sua participação em campo era clara: recuperar a bola e entrega-la aos atacantes, sem quase pisar na área rival, mas armando jogo sem descuidar-se do aspecto defensivo, com determinado especialista no futebol uruguaio reconhecendo que a semelhança com Pelé limita-se à cor da pele, esclarecendo que "Andrade jogava como lateral-direito. Poderíamos compará-lo a Marcelo ou a Daniel Alves em seu melhor momento", não sendo na época exatamente o jogador melhor avaliado tecnicamente pelos próprios uruguaios.
Dono de um físico privilegiado (media 1,80 m e pesava 79 kg) era esguio e veloz. Ficaram famosos os seus carrinhos na bola, um recurso chamado de tijera (tesoura), interceptando jogadas com muita desenvoltura. Reunia elegância, inteligência, elasticidade e tenacidade, sendo para os que o viram a conformação do futebolista ideal. Andrade foi eleito o 20º melhor jogador sul-americano e o 29º melhor jogador do mundo em eleições promovidas em 2000 pela Federação Internacional de História e Estatísticas do Futebol, alusivas ao século XX. Também já ocupou o sexto lugar de uma lista de melhores da história promovida pela revista France Football. Sua figura estampa o Hall da Fama da FIFA.

## Carreira em clubes

### Inícios
De origem humilde, Andrade começou a se notabilizar no Bella Vista, onde chegou do Reformers em 1923 devido à sua amizade com José Nasazzi, capitão da Seleção Uruguaia. Naquele mesmo ano, Andrade estreou pela seleção, participando da Copa América de 1923 já como titular da vitoriosa campanha.[carece de fontes?]
Desde 1922, o futebol uruguaio passava por um cisma, a durar até 1925, separando os dois principais clubes do país:[carece de fontes?] o Nacional permanecia na liga reconhecida pela FIFA e o Peñarol, em outra, privando os jogadores aurinegros de integrarem a seleção uruguaia. Sem o Peñarol, o Bella Vista de Nasazzi e Andrade tornou-se o principal concorrente do Nacional no campeonato de 1924, bem como foi o segundo clube mais representado entre os uruguaios titulares na final da Copa do Mundo FIFA de 1930. Em 1924, Nasazzi e Andrade também integraram como titulares a seleção campeã olímpica.[carece de fontes?]
Ainda como jogador do Bella Vista, Andrade esteve em 1924 também na Copa América daquele ano, embora não tenha jogado.[carece de fontes?]

### Ídolo internacional no Nacional

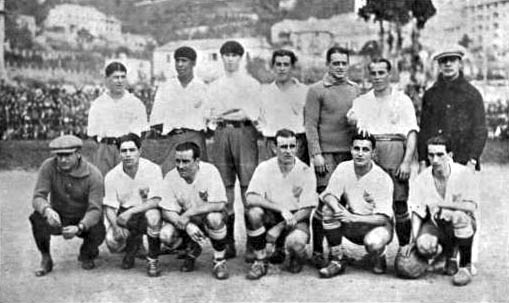
O Nacional antes de derrotar por 3-0 o Genoa, na época o maior campeão italiano.

Andrade passou ao Nacional em 1925, integrando a vitoriosa excursão dos tricolores à Europa. No ano seguinte ao primeiro ouro olímpico do futebol uruguaio e sul-americano, a viagem confirmou o valor do futebol uruguaio. 700 mil pessoas viram a equipe ao longo de 38 partidas. Nasazzi também participou, emprestado. Foram 130 gols marcados, somente 30 sofridos, com 26 vitórias e somente cinco derrotas.
Dentre as equipes derrotadas, o Genoa, dono de dois títulos italianos nas três temporadas anteriores e maior campeão do calcio naquela época, mas que perdeu por 3-0 em Gênova; seleção neerlandesa (derrotada em Roterdã por 7-0); seleção belga (derrotada em Bruxelas por 5-1); seleção francesa, derrotada em Paris por 6-0; seleção suíça, derrotada na Basileia por 5-2; seleção austríaca, derrotada em Viena por 2-0; seleção catalã, derrotada em Barcelona por 4-0; Sporting Clube de Portugal, derrotado na capital portuguesa por 4-0; e Deportivo La Coruña, derrotado em sua cidade por 3-0. O Nacional também empatou em 2-2 co o Barcelona[carece de fontes?] em Les Corts, após estar perdendo por 2-0. Esse resultado foi determinante para primeira contratação que o Barcelona fez, no ano seguinte, de um jogador que atuava em um clube sul-americano - foi Héctor Scarone.

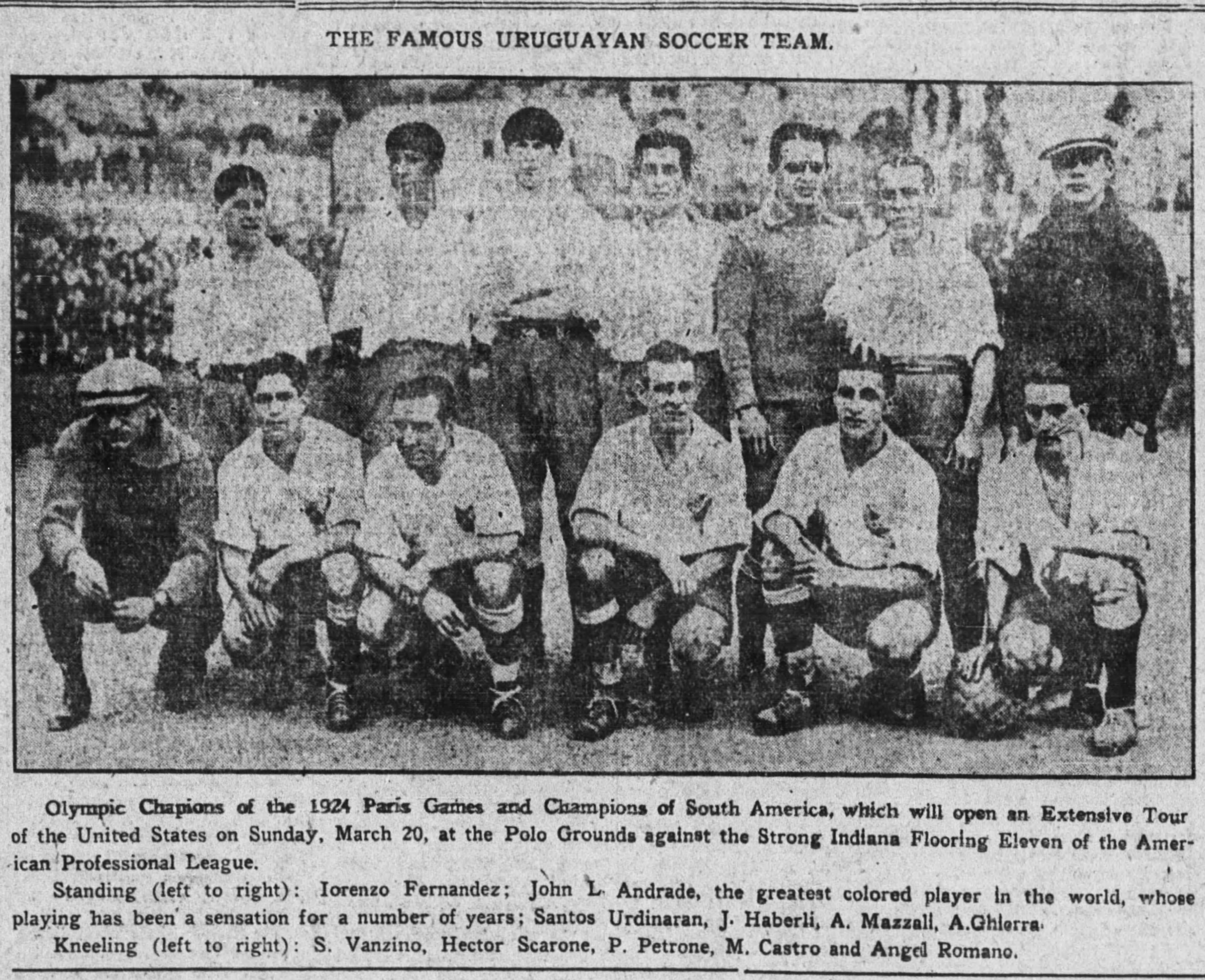
A mesma foto acima reproduzida sob a anúncio "o famoso time uruguaio de futebol" nos EUA em 1927. Andrade é o único jogador a merecer uma descrição na escalação: "o maior jogador de cor no mundo, cujas jogadas vêm sendo uma sensação por vários anos".

Não houve campeonato uruguaio naquele ano, com as ligas cismadas reunificando-se em 1926. O Nacional, porém, só voltaria a ser campeão em 1933, nem sempre por falta de méritos: não houve campeonato também em 1930, em função da primeira Copa do Mundo,[carece de fontes?] realizada no Uruguai e para a qual o clube foi base da seleção, com quatro titulares na decisão, incluindo Andrade, e nove convocados, que seriam respectivamente cinco e dez se o goleiro Andrés Mazali não fosse previamente afastado uma semana antes da estreia, por indisciplina ao abandonar a concentração de oito semanas.
Assim, entre 1924 e 1933 as maiores glórias do Nacional se deram no exterior. Em 1927, o time promoveu nova excursão, dessa vez nas Américas Central e do Norte, com vitórias sobre as seleções mexicana e espanhola. Nessa excursão, inclusive, Andrade teria impressionado o jovem jazzista Louis Armstrong, que chegou a procura-lo ao visitar Montevidéu em 1957 e ficar consternado ao saber que o jogador, naquele mesmo ano, havia recentemente falecido.

### Fim da carreira
De 1930 a 1931, Andrade voltou a jogar pelo Bella Vista, como a grande estrela de excursão que a equipe fez pelas três Américas. Após regressar, juntou-se ao Peñarol, onde o jogador conquistou em 1932 o seu único título de campeão uruguaio; porém, o lateral-direito titular da campanha, a primeira do profissionalismo no futebol uruguaio, foi Luis Mainardi. Decadente, passou rapidamente por pequenos clubes da Argentina, defendendo em 1933 o Atlanta e em 1934 o Talleres de Remedios de Escalada,[carece de fontes?] que jogava seus últimos anos na primeira divisão argentina.
O final de sua carreira é obscuro: em 1935, ele teria voltado ao Peñarol,[carece de fontes?] onde novamente o titular foi outro, Ereb Zunino, e seguido ao Montevideo Wanderers, defendendo em 1936 o Argentinos Juniors.[carece de fontes?]

## Seleção

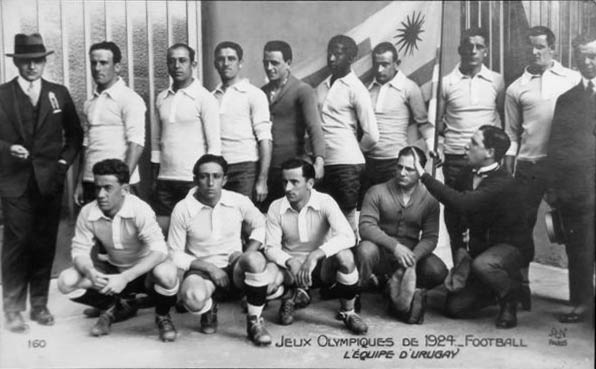
Seleção Uruguaia que foi campeã olímpica de 1924. Único negro, Andrade é o quinto jogador em pé.

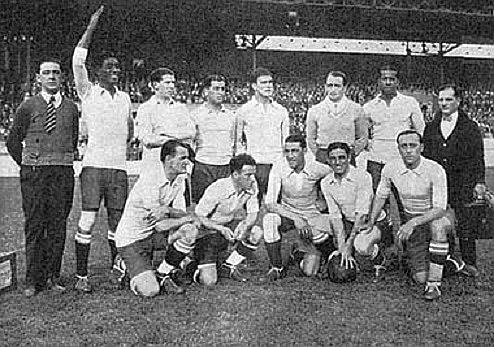
Seleção Uruguaia que foi campeã olímpica de 1928. Um dos dois negros (o outro é o sorridente Juan Píriz), Andrade é o último jogador em pé.

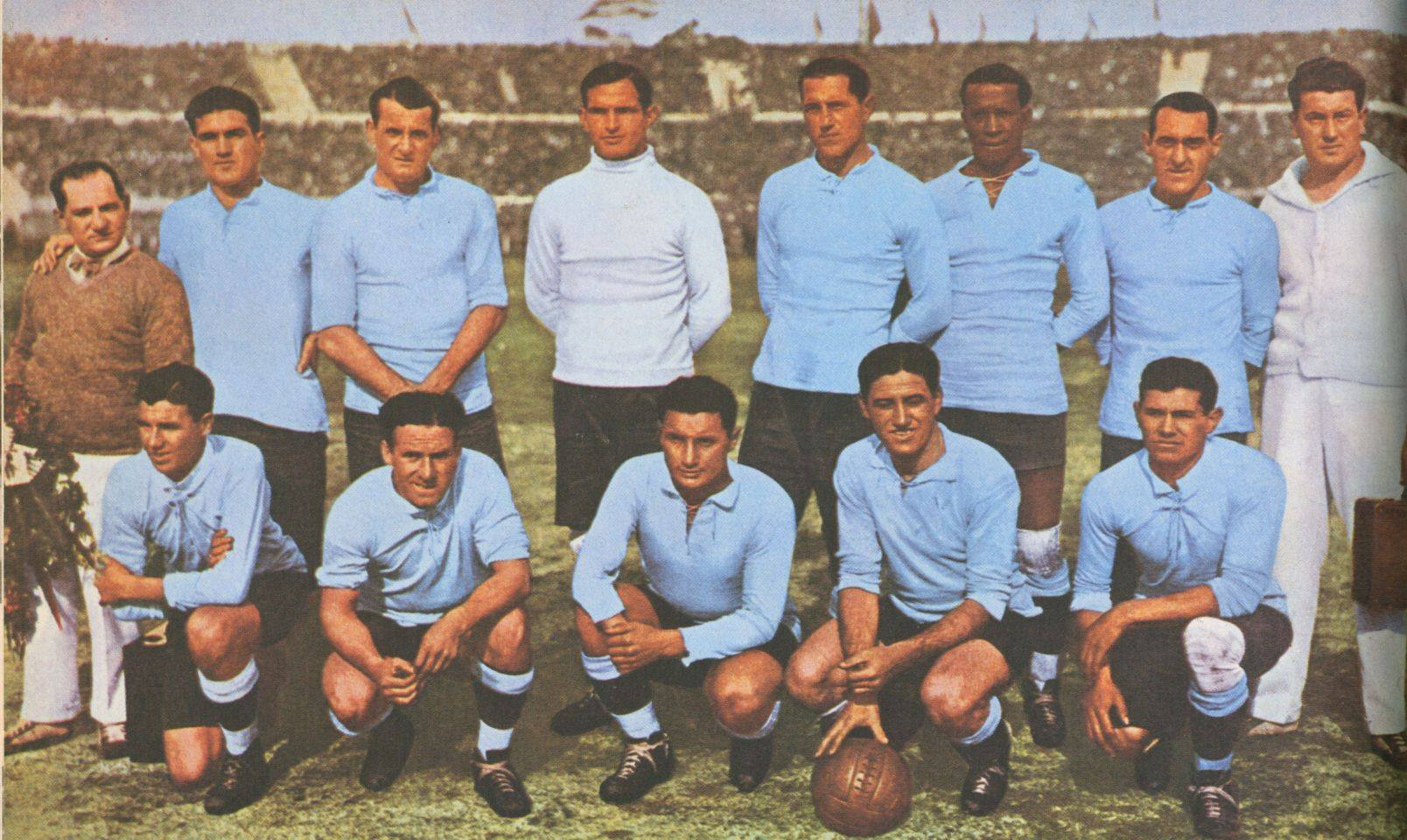
Seleção uruguaia antes da final da primeira Copa do Mundo. Único negro, Andrade é a antepenúltima pessoa em pé.

Estreou pela Seleção Uruguaia de Futebol em 1923, totalizando 34 jogos oficias e um gol. Sua estreia deu-se em 24 de junho,[carece de fontes?]data em que o Uruguai empatou em 0-0 com a Argentina pela Copa Lipton, em Buenos Aires.[carece de fontes?] A Celeste foi a primeira seleção de um país predominantemente branco a usar frequentemente jogadores negros, o que ocorria pelo menos desde a década de 1910, de modo que Andrade não foi o primeiro. Foi, porém, o primeiro a se destacar a nível mundial.
Em 1923, ainda jogava no Bella Vista e naquele mesmo ano, integrou, já como titular, a campanha uruguaia vitoriosa na Copa América de 1923. No ano seguinte, foi titular também na conquista das Olimpíadas de Paris, jogando as cinco partidas.[carece de fontes?] Lá, foi apelidado de "A Maravilha Negra" pelos franceses. A grande exibição veio em um 7-0 na Iugoslávia, que sentia confiança na vitória após relatórios de espiões que haviam visto o treino dos uruguaios - sem saber que haviam sido descobertos, com os sul-americanos passando a errar propositalmente no treinamento. Os uruguaios inicialmente atraíam vinte mil pessoas; 51 mil viriam a assistir um 5-1 na anfitriã França.
Após a conquista, os uruguaios deram uma volta completa no campo, andando pela pista lateral e acenando para a plateia, inaugurando o gesto que ficaria conhecido como "volta olímpica", repetido por eles nas duas conquistas mundiais seguintes e posteriormente adotado por todos os países. Sobre a exibição da Celeste, o correspondente espanhol Enrique Carcellach escreveu que "venho assistindo futebol há vinte anos e nunca havia visto nenhum time jogar com a maestria dessa seleção do Uruguai. Eu não imaginava que futebol poderia ser oferecido a esse grau de virtuosismo, esse limite artístico. Eles estão jogando xadrez com os pés!". Já o Gabriel Hanot, editor do L'Équipe, assinalou que os jogadores uruguaios eram como puros-sangue ingleses perto de cavalos de fazenda", comparando-os aos europeus.
Outros veículos da imprensa europeia registram impressões de espanto similares: "os uruguaios são pessoas flexíveis, discípulos do espírito de finesse. Eles desenvolveram com primor, e talvez até mesmo em excesso, a arte de fingir, de se esquivar, de mudar de pé, de girar de um lado e de outro com o corpo, de mudar de direção na corrida", exaltou o jornal francês Le Miroir des Sports, enquanto a italiana La Gazzetta dello Sport registrou que usou termos como "fraseado musical" e "perfeição estilística" para rotular os celestes. Em meio à fascinação gerada por toda a seleção sul-americana, Andrade, como único negro em tempos em que negros eram raríssimos no futebol europeu, foi visto de modo especial pela mídia local, a desenvolver uma espécie de fetiche pela "Maravilha Negra", embora ele não fosse exatamente o melhor jogador do time.
Ainda como jogador do Bella Vista, Andrade esteve em Copa América de 1924, embora não tenha jogado. A Celeste não participou da edição de 1925,[carece de fontes?] voltando em edição de 1926 e sendo campeão. Andrade foi eleito o melhor jogador dessa edição.[carece de fontes?]
Na edição de 1927, o Uruguai, com Andrade titular, foi vice-campeão para a Argentina. A colocação bastou para qualificar a Celeste às Olimpíadas de 1928.[carece de fontes?] Andrade, que já estava decadente em função da sífilis contraída na Europa anos antes, de início recusou a participar das Olimpíadas se não recebesse compensação financeira. Eduardo Martínez chegou a viajar em seu lugar para Amsterdã, mas Andrade cedeu no último instante, embarcando no Rio de Janeiro rumou aos Jogos. Martínez permaneceu, mas acabou não inscrito.
Andrade participou desde a estreia, na vitória por 2-0 sobre os anfitriões Países Baixos,[carece de fontes?] cuja torcida passou a vaiar os uruguaios nas partidas seguintes, mas a Celeste ainda assim conseguiu o bicampeonato. Andrade esteve em quatro das cinco partidas, ausentando-se somente nas quartas-de-final contra a Alemanha.[carece de fontes?]
Dono de um único gol pela seleção, Andrade marcou-o na Copa América de 1929; foi o último, no minuto 69, de vitória por 4-1 sobre o Peru, assinalando placar provisório de 4-0. A campeã terminou sendo a Argentina. Andrade fez seus últimos jogos em 1930,[carece de fontes?] quando foi titular na primeira Copa do Mundo, jogando as quatro partidas. Ele já não estava na melhor forma, mas bastou para ser escalado no "time ideal" da competição.
Na decisão, ele falhou no segundo gol argentino, com o artilheiro Guillermo Stábile se antecipando a Andrade para marcar e, àquela altura, virar a partida para 2-1, ainda que o lance tenha sido bastante contestado pelos uruguaios, que alegavam impedimento. A Celeste, porém, recuperou-se com três gols no segundo tempo, vencendo de virada por 4-2. Mas sem tranquilidade: entre o terceiro gol, aos 23 minutos, e o quarto, no penúltimo, os argentinos dominaram, pressionando pelo empate. E Andrade, que anulou a velocidade de Mario Evaristo, também salvou em cima da linha uma tentativa de Francisco Varallo.
A final, em 30 de julho,[carece de fontes?] marcou sua despedida da Celeste.[carece de fontes?] A FIFA considerou-o o terceiro melhor jogador do torneio, avaliação que teria levado em consideração mais a fama do que o desempenho real de Andrade: em registros da época na imprensa uruguaia, o jogador tinha seu declínio visível ressaltado, sendo visto como um dos melhores desempenho na competição, especialmente na final.

## Vida Pessoal

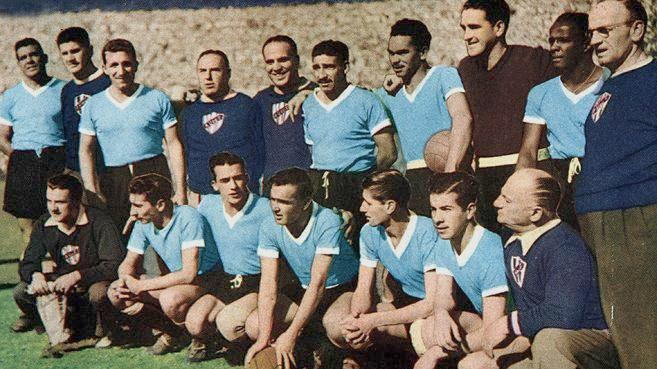
O Uruguai antes do Maracanaço, na Copa do Mundo FIFA de 1950. Víctor Rodríguez Andrade, sobrinho de Andrade, é o último jogador em pé, o único negro.

Andrade nasceu na fronteira com a Argentina e sua mãe seria deste país. Conta-se que seu pai também vinha de um país vizinho, o Brasil, onde seria um ex-escravo fugido. Seria José Ignacio Andrade, registrado na certidão de nascimento como testemunha e não pai; o jogador seria filho ilegítimo. Os relatos de sua vida são imprecisos, dificultando a separação entre realidade e ficção, sendo divulgando que seu pai biológico tinha experiência com candomblé e já teria 98 anos quando Andrade nasceu. Na juventude, o jogador teria sido gigolô.
O estilo de vida boêmio e a origem humilde também suscitaram lendas sobre Andrade. Uma delas sugere que, durante os Jogos Olímpicos de Paris, Andrade teve um caso com Colette, renomada escritora francesa que ganhou o Prêmio Nobel de Literatura em 1938. Segundo consta também, ele conheceu e dançou um tango com Josephine Baker, a mais famosa dançarina francesa da época; em outras versões, o encontro com Josephine deu-se em 1925, na excursão com o Nacional. Após as Olimpíadas de 1924, teria tentado carreira musical em Paris, como bailarino e cantor de tango. Também teria desenvolvido caso com uma condessa loira e de olhos azuis, que chegou a vir ao Uruguai para tentar trazê-lo de volta. A realidade é que ele de fato casou-se com uma loira, mas uma argentina de sobrenome Francolino.
Na capital francesa, Andrade chegou a ser encontrado rodeado de mulheres em uma área nobre da cidade pelo colega Ángel Romano, enviado para encontrar Andrade, que regularmente deixava a concentração na capital francesa. Voltou de lá como um dândi, com luvas amarelas, casaco caro, botas de couro, colarinho estampado e chapéu elegante. Acabou por ofender membros da comunidade negra de Montevidéu ao ausentar-se de uma festa que preparam em sua homenagem, sendo visto como arrogante, e até mesmo como traidor da própria raça. Somente cerca de oito décadas depois, uma biografia do jogador (intitulada Gloria y Tormento) esclareceu que ele, em correspondência sem denotar qualquer desprezo à sua comunidade, teria avisado de antemão a impossibilidade de comparecer ao evento, o que não impediu que algum ressentimento fosse mantido, ainda que atenuado, após tanto tempo de tradição oral repassada aos descendentes dos "esnobados" pelo craque - inclusive porque o compromisso inadiável seria um encontro clandestino com uma mulher casada e da alta sociedade.
A vida desregrada, no entanto, cobraria seu preço. Em 1925, em meio à excursão europeia com o Nacional, ele foi diagnosticado com sífilis em Bruxelas e ficou meses inativo, abandonando o elenco para visitar Paris, regressando a Montevidéu com dois meses de atraso, visivelmente mais magro. A doença também teria contribuído para cegueira de um de seus olhos, com outra versão sugerindo que a deficiência decorreu de um choque com uma trave na semifinal olímpica de 1928.
Andrade também foi um grande entusiasta do carnaval, e tocava vários instrumentos de percussão, além de violino. Bastante orgulhoso, não era de pedir publicamente favores, o que também teria contribuído para a queda de qualidade da sua vida. Mesmo decadente, teria impressionado o jazzista Louis Armstrong na excursão do Nacional pelos Estados Unidos em 1927, a ponto de biógrafos do jogador sugerirem que o músico inspirou-se no uruguaio para consolidar um estilo de improvisos e quebras rítmicas, em obras datadas a partir da época em que conhecera o jogador.
Ele já estava longe da melhor forma quando venceu a Copa do Mundo FIFA de 1930, ainda que tenha sido incluso na seleção de melhores jogadores do torneio. Com o fim da carreira, sofreu com o alcoolismo, depressão e um casamento problemático. Chegou a ser convidado de honra para presenciar a Copa do Mundo FIFA de 1950, onde jogou seu sobrinho, Víctor Rodríguez Andrade, que havia adicionado o sobrenome do tio para honra-lo. Seis anos depois, ao ser procurado por um jornalista alemão em Montevidéu, inviabilizou a entrevista ao, bastante bêbado, não conseguir entender as perguntas. Faleceu no ano seguinte, sem patrimônio, em um asilo, cego e esquecido, cuidado apenas por uma irmã.

## Títulos e Honrarias
Peñarol
- Campeonato Uruguaio - 1932

 Seleção Uruguaia
- Campeão da Copa América - 1923, 1924, 1926
- Medalha de Ouro nos Jogos Olímpicos - 1924, 1928
- Campeão da Copa do Mundo - 1930

### Campanhas de Destaque
- Vice-campeão da Copa América - 1927
- 3º Lugar na Copa América - 1929

### Conquistas Individuais
- 1926 - Melhor jogador da Copa América
- 2006 - 20º Posição da lista "Melhor jogador sul-americano do século XX" segundo a IFFHS
- 2006 - 29º Posição da lista "Melhor jogador do século XX" segundo a IFFHS